# Andrew Cole
Andrew Alexander Cole (* 15. října 1971, Nottingham, Anglie, Spojené království) je bývalý anglický fotbalista známý také pod jménem Andy Cole. Je historicky třetím nejlepším střelcem v historii Premier League se 187 góly, první je Alan Shearer, který vstřelil 260 gólů, a v lednu 2016 jej předstihl také Wayne Rooney. Jde o jednoho z mála anglických hráčů, kteří vyhráli všechny trofeje, od mladého hráče roku až po prestižní Ligu mistrů, kterou vyhrál s Manchesterem United v roce 1999. Celkem patnáctkrát byl nominován za anglickou fotbalovou reprezentaci v letech 1995–2002. Jediný reprezentační gól vstřelil proti Albánii v kvalifikaci na mistrovství světa. Konec své kariéry oznámil 11. listopadu 2008.

## Klubová kariéra

### Začátek kariéry
Svoji kariéru zahájil jako hráč mládežnického klubu Arsenalu po ukončení školní docházky v roce 1988, profesionální smlouvu podepsal o rok později. Ligu si zahrál však jen jednou, v 19 letech, proti Sheffieldu United, kdy Arsenal vyhrál 4-1. Potom proseděl několik utkání na lavičce, ale nezahrál si už ani jednou. Následující sezonu byl poslán na hostování do třetiligového Fulhamu, kde za 13 utkání vstřelil 3 branky. Po skončení hostování byl prodán do Bristolu City za 500 000 liber. V Bristolu se ukázal jako talentovaný mladý střelec a jeho jméno bylo často spojováno s kluby z Premier League.

### Newcastle United
V únoru roku 1993 přestoupil do druholigového Newcastlu za 1 750 000 liber. Následující sezonu vstřelil 12 gólů a pomohl k postupu do Premier League. Vstřelil 34 gólů ve 40 zápasech Newcastlu v první sezoně v Premier League a nakonec skončil třetí a kvalifikoval se do Poháru UEFA. Cole skóroval celkem 41krát v jedné sezoně a tím prolomil klubový rekord. Ve 22 letech byl zvolen PFA Mladým hráče roku pro tuto sezonu. Další sezonu skóroval devětkrát z osmnácti zápasů. Za Newcastle si zahrál naposledy 26. listopadu 1994 proti Ipswich Town.

### Manchester United
Dne 10. ledna 1995 byl prodán do Manchesteru United za rekordní tehdejší sumu 7 000 000 liber. Tento rekord byl následně zlomen o pět měsíců později, když přestoupil Dennis Bergkamp z Interu do Arsenalu. První sezona se mu opravdu povedla. Z 18 zápasů vstřelil 12 gólů a 4. února 1995 proti Ipswichi Town vstřelil dokonce pět gólů, čímž stanovil nový rekord Premier League. Manchester nakonec vyhrál 9:0. Jenže na konci sezony neproměnil důležité šanci a Manchester s West Hamem remizoval jen 1:1, což znamenalo titul pro Blackburn Rovers. Další sezony vytvořil Cole výbornou útočnou dvojici s Ericem Cantonou a Manchester United sbíral jednu trofej za druhou. Než začala sezona 1996–1997, musel se vypořádat se zajímavou nabídkou od Blackburnu, který za něj nabízel 12 milionů liber a navíc Alana Shearera pro United. Tato nabídka však byla odmítnuta. Během několika sezon se velmi měnil útok United. Ještě před odchodem Cantony do týmu přišel Ole Gunnar Solskjær, Teddy Sheringham a Dwight Yorke, se kterým vytvořil nejobávanější útočnou dvojici v Evropě. Cole vstřelil gól na konci sezony 1998–1999 v Premiér League proti Tottenhamu, čímž zajistil Manchesteru titul. Další veledůležitý gól dal také v semifinále ligy mistrů, kdy rozhodl zápas proti Juventusu a poslal United do finále, kde vyhráli 2-1 nad Bayernem Mnichov. O sezony později znovu vyhrál tabulku střelců v Premier League, počtvrté za pět sezon.

### Blackburn Rovers
S příchodem Ruuda Van Nisterlooye a Juana Sebastiana Veróna na Old Trafford před sezonou 2001–2002 nedostával moc šancí a dne 29. prosince 2001 přestoupil do Blackburnu za 8 milionů liber. Do dvou měsíců od příchodu dokázal s Blackburnem také vyhrát pohár, když vstřelil vítězný gól ve finále proti Tottenhamu. Dokázal tedy vyhrát všechny tři domácí trofeje a za celou sezonu vstřelil 18 gólů, z toho 13 za Blackburn z pouhých 20 zápasů. Po sezoně 2003–2004 odešel z Blackburnu z důvodu nespravedlivého zacházení trenéra.

### Pozdější kariéra
Z Blackburnu se vrátil po 13 letech do Fulhamu, kde podepsal roční smlouvu. V sezoně 2004–2005 byl v klubu nejlepším střelcem, ale i přes toto úspěšné období musel Fulham opustit, protože rodina se chtěla vrátit do Manchesteru. Příští sezonu podepsal smlouvu v Manchesteru City jako volný hráč. V City hrál také dobře, ale na konci sezony už nehrál kvůli zranění. I přes podepsání nové smlouvy v City však přestoupil další rok do Portsmouthu, kde se mu ale nedařilo. Během tohoto angažmá odešel na půlroční hostování v Birminghamu a po návratu na jižní pobřeží byl propuštěn. Po propuštění si jej najal Sunderland, ale toho angažmá mělo podobný průběh jak to minulé; brzy odešel na hostování a ihned po návratu byl propuštěn. Dne 4. července 2008 podepsal roční smlouvu s týmem z jeho rodného města, s Nottinghamem Forest. Ale 31. října 2008 klub potvrdil, že smlouva byla zrušena po jedenácti zápasech bez gólu a 11. listopadu 2008 oznámil konec své profesionální kariéry.

## Reprezentační kariéra
Přestože hrál za reprezentaci od roku 1995, dokázal za Albion nastoupit jen patnáctkrát a vstřelit jediný gól proti Albánii. Také skóroval ve svém jediném vystoupení týmu Anglie B.

## Osobní život
Oženil se se svou dlouholetou přítelkyní Shirley Dewarovou v červenci 2002. Mají syna Devanteho. V současné době žijí v Manchesteru, jako sousedé Ria Ferdinanda.

## Klubové statistiky
| Klub              | Sezóna    | Liga   | Liga | FA Cup | FA Cup | Pohár  | Pohár | Evropa | Evropa | Ostatní | Ostatní | Celkem | Celkem |
| Klub              | Sezóna    | Starty | Góly | Starty | Góly   | Starty | Góly  | Starty | Góly   | Starty  | Góly    | Starty | Góly   |
| ----------------- | --------- | ------ | ---- | ------ | ------ | ------ | ----- | ------ | ------ | ------- | ------- | ------ | ------ |
| Arsenal           | 1989–90   | 0      | 0    |        |        |        |       |        |        |         |         | 0      | 0      |
| Arsenal           | 1990–91   | 1      | 0    |        |        |        |       |        |        |         |         | 1      | 0      |
| Arsenal           | Celkem    | 1      | 0    |        |        |        |       |        |        |         |         | 1      | 0      |
| Fulham            | 1991–92   | 13     | 3    |        |        |        |       |        |        |         |         | 13     | 3      |
| Bristol City      | 1991–92   | 12     | 8    |        |        |        |       |        |        |         |         | 12     | 8      |
| Bristol City      | 1992–93   | 29     | 12   |        |        |        |       |        |        |         |         | 29     | 12     |
| Bristol City      | Celkem    | 41     | 20   |        |        |        |       |        |        |         |         | 41     | 20     |
| Newcastle United  | 1992–93   | 12     | 12   |        |        |        |       |        |        |         |         | 12     | 12     |
| Newcastle United  | 1993–94   | 40     | 34   |        |        |        |       |        |        |         |         | 40     | 34     |
| Newcastle United  | 1994–95   | 18     | 9    |        |        |        |       |        |        |         |         | 18     | 9      |
| Newcastle United  | Celkem    | 70     | 55   |        |        |        |       |        |        |         |         | 70     | 55     |
| Manchester United | 1994–95   | 18     | 12   | 0      | 0      | 0      | 0     | 0      | 0      | 0       | 0       | 18     | 12     |
| Manchester United | 1995–96   | 34     | 11   | 7      | 2      | 1      | 0     | 1      | 0      | 0       | 0       | 43     | 13     |
| Manchester United | 1996–97   | 20     | 6    | 3      | 0      | 0      | 0     | 5      | 1      | 0       | 0       | 28     | 7      |
| Manchester United | 1997–98   | 33     | 15   | 3      | 5      | 1      | 0     | 7      | 5      | 1       | 0       | 45     | 25     |
| Manchester United | 1998–99   | 32     | 17   | 7      | 2      | 0      | 0     | 10     | 5      | 1       | 0       | 50     | 24     |
| Manchester United | 1999–2000 | 28     | 19   | –      | –      | 0      | 0     | 13     | 3      | 4       | 0       | 45     | 22     |
| Manchester United | 2000–01   | 19     | 9    | 1      | 0      | 0      | 0     | 10     | 4      | 1       | 0       | 31     | 13     |
| Manchester United | 2001–02   | 11     | 4    | 0      | 0      | 0      | 0     | 4      | 1      | 0       | 0       | 15     | 5      |
| Manchester United | Celkem    | 195    | 93   | 21     | 9      | 2      | 0     | 50     | 19     | 7       | 0       | 275    | 121    |
| Blackburn Rovers  | 2001–02   | 15     | 9    | 2      | 1      | 3      | 3     | 0      | 0      | 0       | 0       | 20     | 13     |
| Blackburn Rovers  | 2002–03   | 34     | 7    | 2      | 2      | 4      | 4     | 3      | 0      | 0       | 0       | 43     | 13     |
| Blackburn Rovers  | 2003–04   | 34     | 11   | 1      | 0      | 1      | 0     | 1      | 0      | 0       | 0       | 35     | 11     |
| Blackburn Rovers  | Celkem    | 83     | 27   | 5      | 3      | 8      | 7     | 4      | 0      | 0       | 0       | 98     | 37     |
| Fulham            | 2004–05   | 31     | 12   | 5      | 0      | 3      | 1     | 0      | 0      | 0       | 0       | 39     | 13     |
| Manchester City   | 2005–06   | 22     | 9    | 1      | 1      | 0      | 0     | 0      | 0      | 0       | 0       | 23     | 10     |
| Portsmouth        | 2006–07   | 18     | 3    | 2      | 1      | 2      | 0     | 0      | 0      | 0       | 0       | 18     | 3      |
| Birmingham City   | 2006–07   | 5      | 1    | 0      | 0      | 0      | 0     | 0      | 0      | 0       | 0       | 5      | 1      |
| Sunderland        | 2007–08   | 7      | 0    | 1      | 0      | 0      | 0     | 0      | 0      | 0       | 0       | 8      | 0      |
| Burnley           | 2007–08   | 13     | 6    | 0      | 0      | 0      | 0     | 0      | 0      | 0       | 0       | 13     | 6      |
| Nottingham Forest | 2008–09   | 10     | 0    | 0      | 0      | 1      | 0     | 0      | 0      | 0       | 0       | 11     | 0      |
| Kariéra           | Kariéra   | 509    | 229  | 35     | 14     | 16     | 8     | 54     | 19     | 7       | 0       | 621    | 270    |

## Úspěchy
Newcastle United
- Football League Championship (1): 1992–93

Manchester United
- Premier League (5): 1995–96, 1996–97, 1998–99, 1999–2000, 2000–01
- FA Cup (2): 1995–96, 1998–99
- FA Community Shield (2): 1996, 1997
- UEFA Champions League (1): 1998–99
- Interkontinentální pohár (1): 1999

Blackburn Rovers
- League Cup (1): 2001–02

### Individuální
- Premier League Golden Boot: 1993–94
- PFA Mladý hráč roku: 1994